# Schloss Ahlhausen

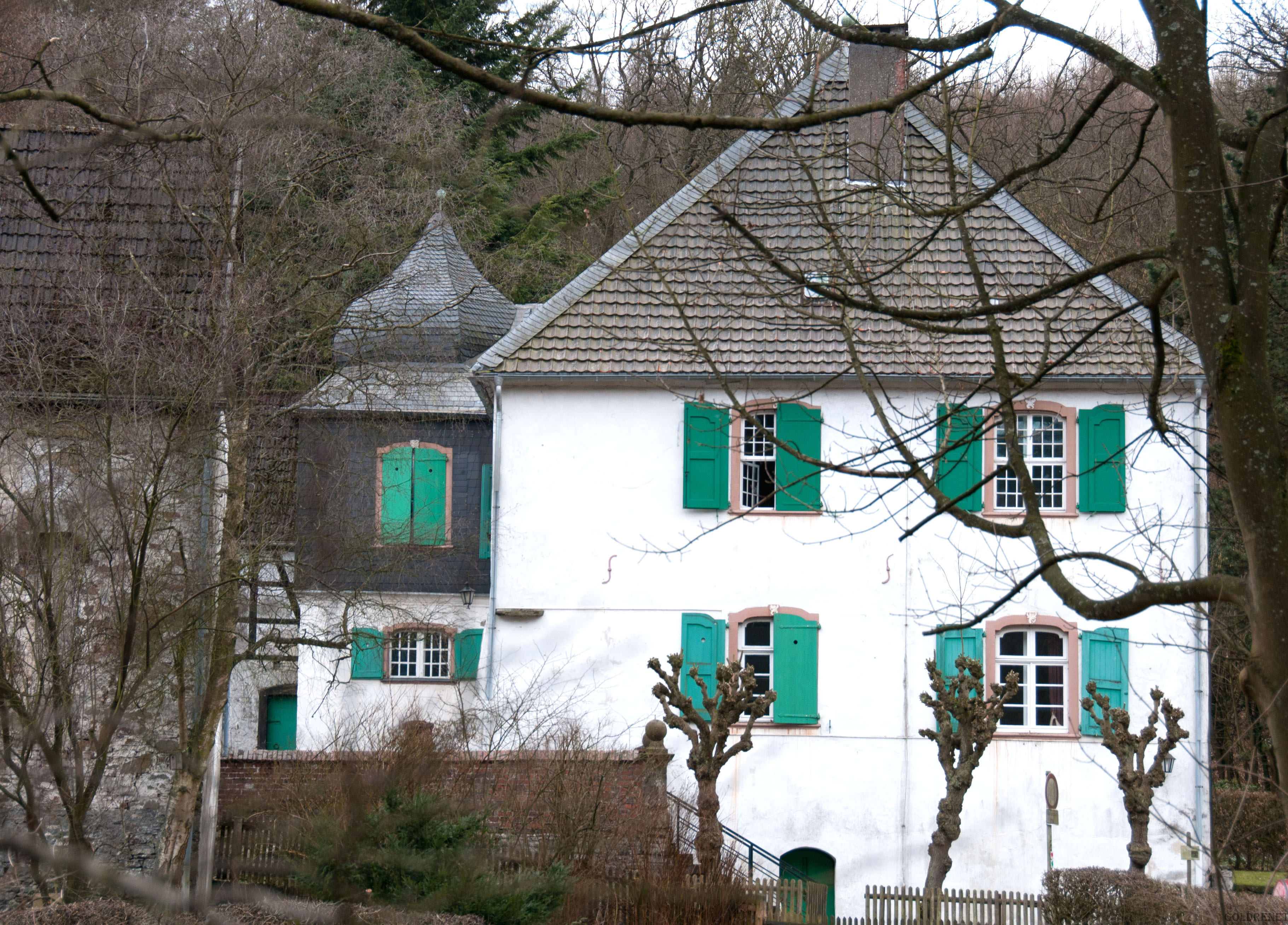
Schloss Ahlhausen (Ennepetal)

Schloss Ahlhausen ist ein frühbarockes Landschloss, das zwischen 1592 und 1680 auf eine mittelalterliche Befestigungsanlage im Raumkonzept der Renaissance aufgesetzt wurde und das um 1680, was neben Sandsteingravuren der Jahre 1678 und 1592 auch dendrochonologische Untersuchungen der Dachstühle von Turm und Haupthaus aus dem Jahr 2012 nachweisen, von den Eheleuten Heinrich Wilhelm von Ahlhausen und Maria Magdalena Stael von Holstein, verwitwete von Ahlhausen, geb. Frowein, zur repräsentativen Nutzung fertiggestellt wurde.

## Kurzbeschreibung

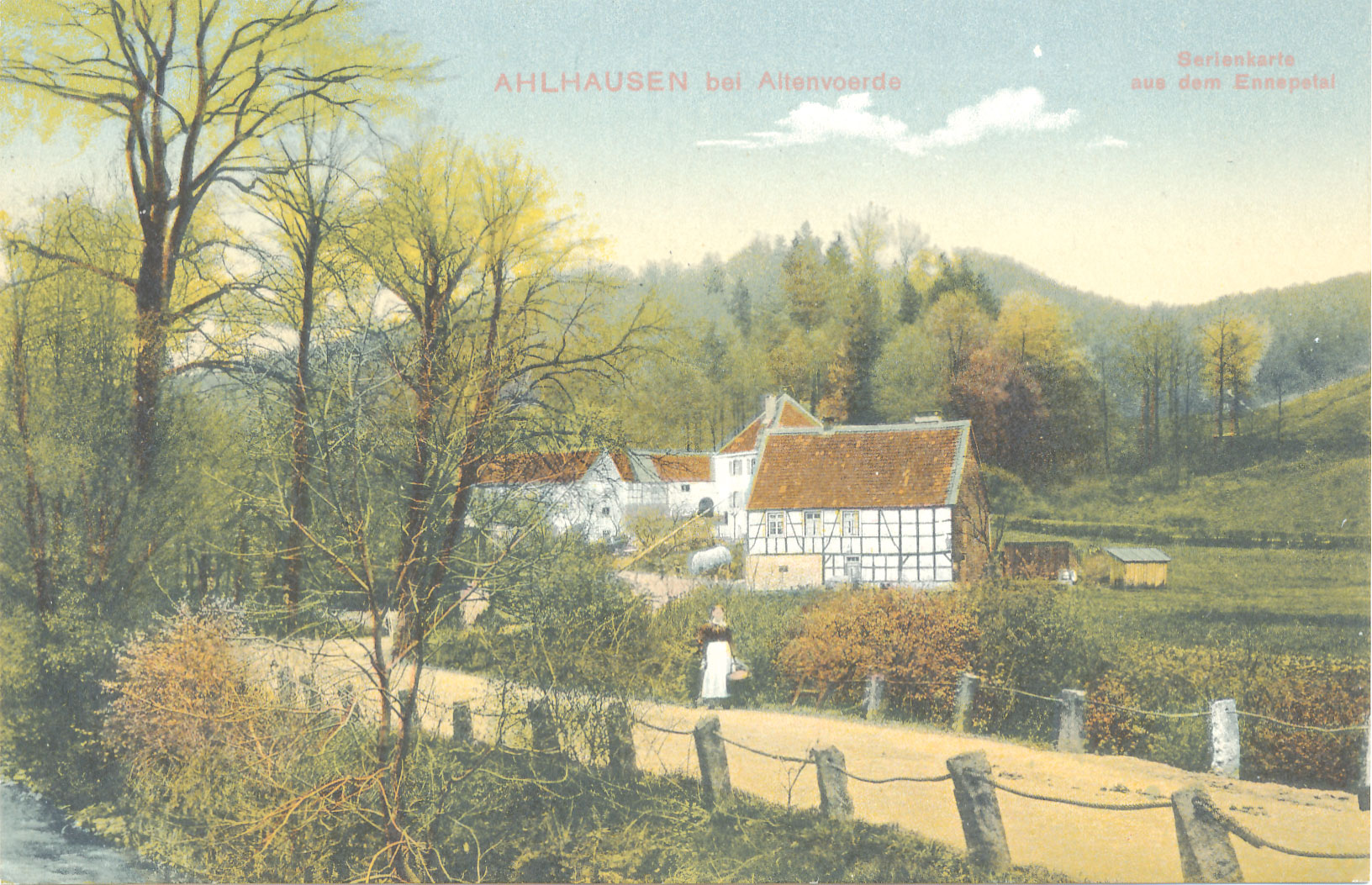
Postkarte Alhausen bei Altenvoerde, 1870

Landschaftlich eröffnet es das obere Tal der Ennepe an der Grenze zwischen dem Märkischen und dem Bergischen Land und gehörte gerichtlich viele Jahrhunderte in östlichster Lage zur Bauerschaft Mühlinghausen, die Teil des Hochgerichts Schwelm war. Westfälische Urkunden aus allen Jahrhunderten ab dem Jahr 1100 weisen ein Gut Ahlhausen. Zu Beginn des 19. Jahrhunderts nahmen dann die Nachfahren des Moritz Bölling bauliche Veränderungen an der frühbarocken Anlage vor und veränderten vor allem die Fensteransichten im Stile des sog. „Bergischen Barock“ mit türkis-grünen Fensterläden, was dazu führte, dass bauarchäologisch die Anlage selbst von Fachkundigen schon einmal frühestens dem ausgehenden 18. Jahrhundert zugeordnet wird und seine über 1000-jährige Geschichte bis Anfang des 21. Jahrhunderts weitgehend unerforscht blieb.
In der derzeit frühesten bekannten Beurkundung wird die Liegenschaft mit „Adalhedehuson“ benannt; Tillmann weist sie in seinem „Lexikon der deutschen Burgen und Schlösser“ mit „Ahlhausen“ als „Schloss, kleine Anlage“ aus, dem die Historiker des „Rheinischen Urbar“ das „Adalhedehuson“ der o. g. frühen Urkunde zugeordnet haben. Geographisch liegt es ziemlich genau im Dreieck zwischen dem Stammsitz der Grafen der Mark auf Burg Altena, dem Stammsitz der Grafen von Jülisch-Berg auf Schloss Burg und dem Stammsitz der Grafen Isenberg-Limburg und Limburg-Tecklenburg auf Schloss Hohenlimburg. Die Historiker der Urkundensammlung der Grafen von Bentheim-Tecklenburg identifizieren seinen Namen in späteren Urkunden des 12.–15. Jahrhunderts als „Aldenhusen (Aldinchusen), Haus, vielleicht Altenhaus“ und lokalisieren es im „Kirchspiel Voerde“, da seine östlichste Lage in der Bauerschaft Mühlinghausen (eigentlich Kirchspiel Schwelm) direkt an Voerde grenzt und lediglich einen Steinwurf weit über den Fluss der Ennepe von Altenvoerde getrennt liegt.

## Geschichte
Ländliche Wehr- und Schlossanlagen gaben und geben immer Anlass zu romantischen Phantasien und historisierenden Legenden. Schon die Romantik und dann der Historismus können eine sachgerechte Aufarbeitung dessen, was an historischem Wissen und Wert verschollen ist und geborgen werden sollte, sehr erschweren, zumal oft umfangreiche bauliche Veränderungen erfolgten. Und auch die Geschichtsforschung selbst, die immer ein Kind eigener Zeit ist, kann sich da recht schwer tun. Sie kann sich nur halten an das, was möglichst gesicherte Urkunden und Dokumente, sofern diese noch greifbar sind, auch faktisch belegen.
In älterer Forschungsliteratur findet sich hier und da Schloss Ahlhausen bezeichnet als ein „adliges Ritter-Guth“ und es steht damit in der Gefahr, dass seine Historie in die romantisierte Legendenbildung abrutscht. Denn alle drei Prädikationen können völlig in die Irre gehen, wenn man sich die tatsächliche Quellenlage anschaut und diese bewertet: Erstens muss festgehalten werden, dass derzeit keine einzige Urkunde bekannt ist, die das Vorkommen eines „miles“ aus ritterlichem Geschlecht für die mittelalterliche Wehranlage auf Ahlhausen belegt. Die von Ahlhausen waren wahrscheinlich niemals ritterbürtig, wenn auch die Festschrift zur Feier des „900jährigen Kirchspiel Voerde“ die Wappeninsignie der Familie von Ahlhausen – das einen Mühlenanker darstellt – mit bemerkenswerten ritterlichen Utensilien zeigt. Aber sie standen in enger Verbindung zu anderem Wehrgut der Region, so z. B. zum Schwelmer „Göckinghof“, für den der Rittersitz auch urkundlich belegbar ist. Zweitens gilt es, den Begriff des „Guths“ für die Bewertung der baulichen Anlagen von Schloss Ahlhausen richtig einzuordnen, denn die landläufige Bezeichnung „Gut Ahlhausen“ beschränkt die Sicht auf die landwirtschaftliche Nutzung. Schloss Ahlhausen hatte aber, soweit das aus den zurückliegenden 1000 Jahren tatsächlich belegt ist, neben einer landwirtschaftlichen vor allem andere Nutzungen. Im ausgehenden 16. Jahrhundert z. B. war es so etwas wie ein regionales Zentrum des Eisenhandels, und wie das sog. „Hammerbuch“ über die Jahre 1592–1598 festhält, produzierten und handelten hier die „Juncker von Bönen“, die bis 1770 den immer schon eng mit Ahlhausen verbundenen Schwelmer Göckinghof innehatten, in der Grafschaft Mark Rohstahl und schmiedeeiserne Waren vieler Art. Die Prädikation des „Guths“ für Schloss Ahlhausen als einen landwirtschaftlichen Gutshof misszudeuten, wird aber auch urkundlich tatsächlich belegt daherrühren, dass der wiedergefundene Vertrag, mit dem der Schwelmer Hochrichter Moritz Bölling 1770 den Kauf aller Gebäude und Ländereien der Familie von Ahlhausen auf Ahlhausen notifizieren ließ, von einem „Erbguth“ spricht. „Erbguth“ meint jedoch nicht „Gutshof“ im heutigen singulären Sinne, sondern spiegelt die über 800-jährige Geschichte der Familie von Ahlhausen auf Ahlhausen hinsichtlich des historisch bisher nur sehr undeutlich nachzuzeichnenden Prozesses wider, in dem Ahlhausen zu einem „erblichen Eigen“ – das meint „Erbguth“ – der Familie von Ahlhausen wurde.

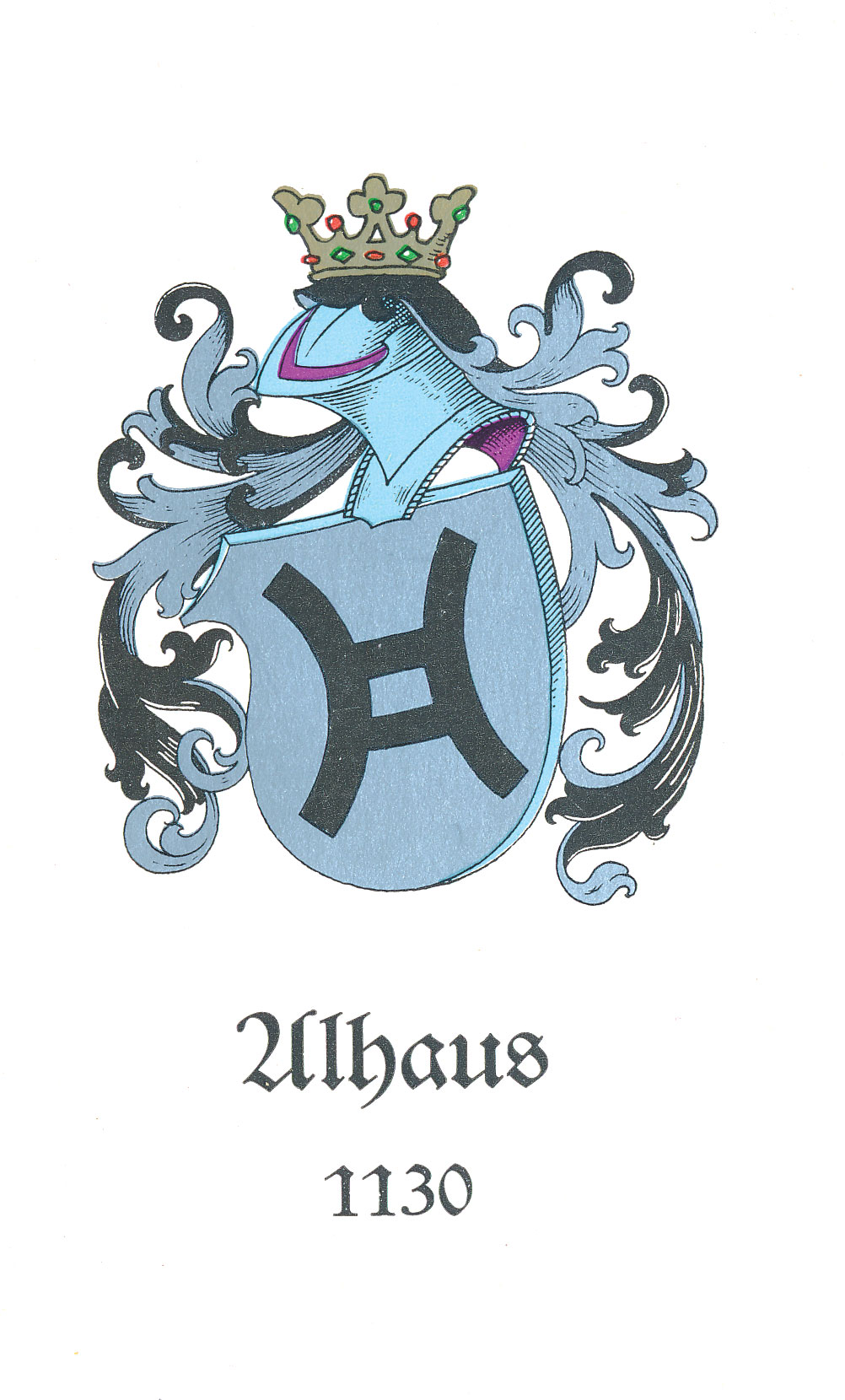
Wappen Ahlhaus, 1130

Und damit ist dann drittens auch schon gewissermaßen der Lackmustest für die Prädikation der Familie von Ahlhausen als „adlig“ angesprochen. Wenn man die Familie von Ahlhausen als ein „adliges“ Familiengeschlecht ansprechen will, so geht das nicht außerhalb der Hinzuziehung einiger definitorischer Festlegungen, was denn der Adel war und ist. Die neuere Adelsforschung macht vielfach deutlich, dass die Definition des Adelsstands von Familiengeschlechtern, die bis in das Mittelalter zurückreichen, nicht allein dadurch festgelegt sein kann, welche Familiennamen denn in den Listen der an den Landtagen des 17. oder 18. Jahrhunderts als teilnehmend genannten Adelsgeschlechter verzeichnet sind. Familiengeschlechter versuchten zwar vielfach, ihren Adelsstand durch den Nachweis einer über Jahrhunderte zurückgehenden adligen „Aufschwörungstafel“ in der männlichen Erblinie nachzuweisen, doch solche Selbstbekundungsdokumente machen eine tragfähige historische Bewertung schwierig. Auch der Nachweis, dass ein Familiengeschlecht als „ritterbürtig“ und von daher als „adlig“ anhand der sog. „Ritterzettel“ früherer Jahrhunderte anzusehen ist, führt ja nicht zu einer Definition von Adeligkeit im hohen oder gar frühen Mittelalter. Immer wieder fällt es einem im vertieften Regesten-Studium mittelalterlicher Urkunden doch auf, dass da z. B. in den Zeugenlisten Namen als „nobilitas“ aufzufinden sind, die in keinen erhaltenen Landtagslisten stehen, die kein alter „Ritterzettel“ kennt und zu denen auch keine „Aufschwörungstafeln“ greifbar sind. Man denke da nur an die sog. „Grafen von Werl“. Manche Adelsforscher nehmen deshalb einen aus dem Mittelalter heraus bestehenden „Uradel“ an, der in späteren Jahrhunderten einfach ausstarb oder durch äußere Umstände alle eigenstämmige Herrschaftsmacht verloren hat. Die neuere Adelsforschung geht deshalb vielmehr in dem schwierigen Definitionsversuch, was denn der Adel war und ist, an die Sache über die tatsächlich anhand von Urkunden und Quellen auch nachweisbaren Herrschaftswirkungen der Familiengeschlechter in ihrer faktischen Eigenmacht aus allen Jahrhunderten heran und kommt vor allem zu drei wesentlichen Kriterien für die Adelsdefinition: a. Namensnennungen vor allem an vorderer Stelle in den Zeugenlisten des Urkundenbestands gerade bei Landkäufen, b. dem rechtlichen Vorhandensein eines „eigenen Eigens“ mit Sitz und Land und c. die auch bauliche Bewehrung dieses Familiensitzes nach Möglichkeit im eigenen Befestigungsrecht innerhalb aber auch außerhalb des königlichen „Burgenbauregals“.
Auszugehen ist davon, dass das aus dem Mittelalter herrührende Familiengeschlecht der von Ahlhausen mit Nachweisen von Nennungen in Urkunden zu allen Zeiten seit dem 11. Jahrhundert nahe an die Erfüllung aller dieser drei Kriterien zu einer möglichen Adelsprädikation heranreicht, auch wenn es bei dem Kriterium des Sitzes im Land mit „eigenem Eigen“ (noch) unklar ist, ab wann dieses gegeben war. Zu einer evtl. „Uradeligkeit“ der Familie von Ahlhausen gilt es vorab für die Region um Ahlhausen die bestehenden Herrschaftsverhältnisse in ihren kirchlichen und weltlichen Hoheitsbezügen etwas genauer zu beleuchten.

### Hochmittelalter
In den Jahrhunderten des frühen Mittelalters galt Herrschaft oft als königlich. Die Landesherrschaft suchte sich zu legitimieren, denn Kaiser oder König konnte man nur von „Gottes Gnaden“ sein und werden, durch eine enge Anbindung an die Kirche Roms und ihre frühen Bischofskirchen und Klöster. Im frühen Mittelalter machten die königlichen und gräflichen Stiftungen von Ländereien, Gütern und vielfältigen einträglichen Nutzungsprivilegien gewissermaßen im Tausch gegen die christliche Legitimation und Absicherung des eigenen Hoheitsanspruches die Bistümer der Kirche, ihre Probsteien und Klöster herrschaftlich. Alle Lande unterlagen der Herrschaft der Reichsverwaltung, die in der Zeit nach Karl dem Großen bis ungefähr um das Jahr 1100 sich territorial immer weiter in Regionalherrschaften – „Gaue“ genannt – ausdifferenzierte und die begann alles Landeseigen, sofern es kein Kircheneigen war oder wurde, über ein Lehnssystem an regional mächtig werdende Familiengeschlechter – zuerst die „lothringischen Pfalzgrafen“ und später einzelne regional aus den Familienbindungen aufsteigende Grafengeschlechter – zu vergeben oder es ihnen über Vogteirechte zu unterstellen. Alles bischöfliche Kircheneigen wurde zunächst regional in den „Dekanaten“ der Bischofskirche oft über die Probsteien verwaltet oder später auch durch die an einzelne Grafengeschlechter vergebene Vogteirechte. Alles klösterliche Kircheneigen wurde oft verlehnt, in dem unter der Oberhoheit des Abtes viel Hofesgut des Klosters über einen Oberhof zusammengefasst und verwaltet wurde. Die gräflichen Familiengeschlechter versuchten zur Ausdehnung ihrer Grundherrschaft immer mehr Eigengut entweder durch „geschickte“ Heiratsbindungen oder auch kriegerisch oder auch für alles Kircheneigen der Klöster und Bistümer durch deren Vogteirechte an sich zu binden und als „eigenes Eigen“ zu entwickeln. Diese Gesamtorganisation von Landeshoheit entwickelte ungefähr ab dem Jahr 1100 ein immer differenzierteres System von Unterherrschaft in den Verwaltungsstrukturen und der Raum zwischen Maas, Rhein und Weser unterlag weltlich im gesamten Mittelalter territorial mit allen Landen der herrschaftlichen Hoheit des Königs, zunächst den Pfalzgrafen und später den bedeutsamsten Grafengeschlechtern und kirchlich den Bischöfen, ihren Pröbsten und den Klöstern.
Dieses Ordnungssystem aller Landeshoheit war gewissermaßen das Flussbett, durch das alle Adelsentwicklung floss, denn immer mehr Familiengeschlechter konnten so über den Weg der Herrschaftsteilung und -verwaltung Landes- oder Kircheneigen auch unter ihre Herrschaft bekommen, z. B. als Lohn für ministeriale Dienste oder indem sie es erblich aus den alten Lehnsbanden für sich herauszulösen suchten. Über den sog. „Uradel“ vor 1100 wissen wir aufgrund fehlender und wo überhaupt dann auch noch sehr unsicheren Urkundenlage sehr wenig; für diese Zeiten bestehen die sichersten Festhaltungen noch auf dem Gebiet der ältesten Klosterstiftungen. Greifbarer anhand von sichereren Urkunden werden dann ca. ab 1100 das Lehns- und Landeseigen der großen Grafengeschlechter, die vielfach entweder untereinander im Streit über Macht und Herrschaft lagen oder die dazu die Bischöfe und das Kircheneigen befehdeten und vor allem versuchten, die Vogteirechte des Hofesgutes von den großen Klöstern zu erhalten.

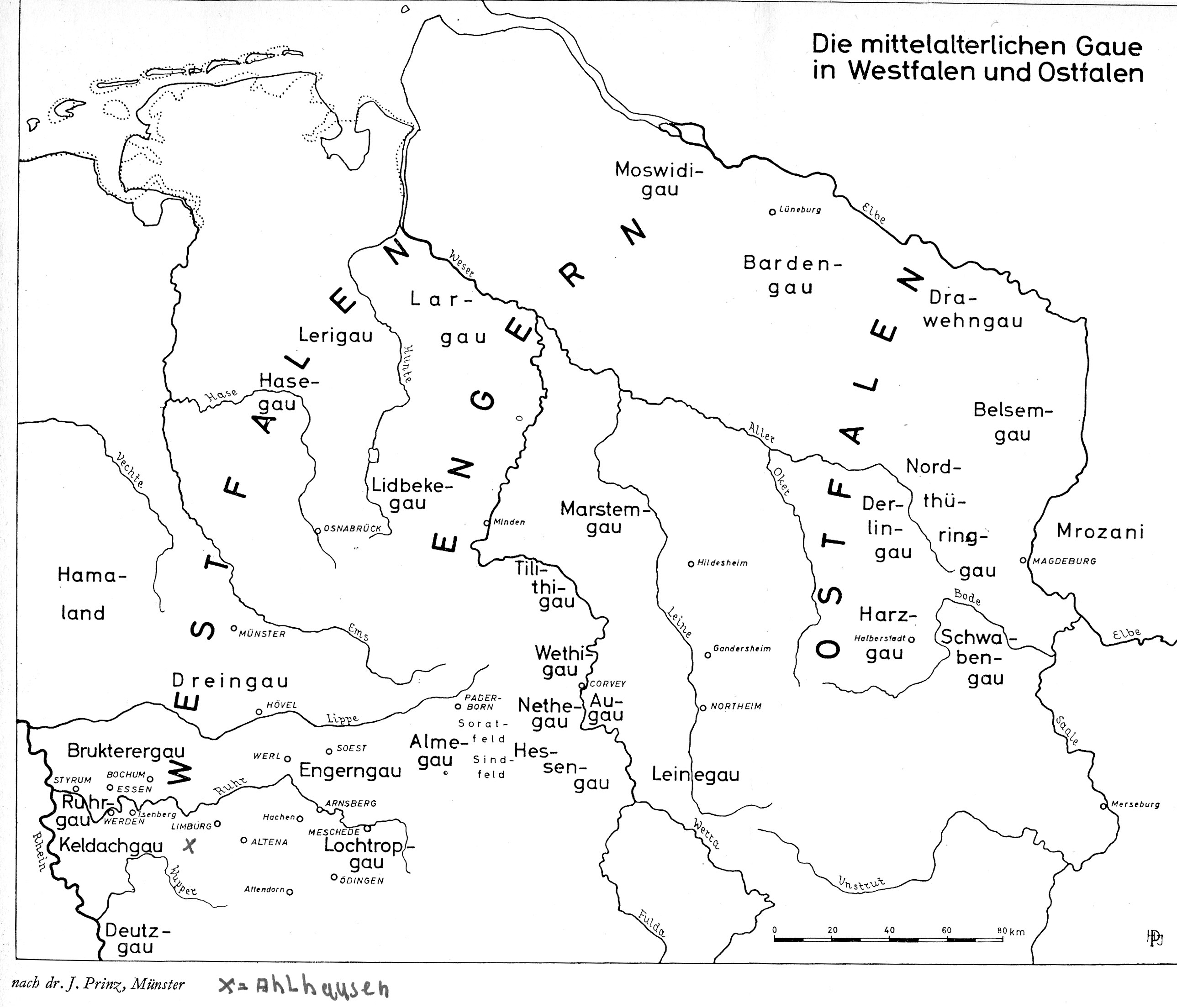
Die mittelalterliche Gaue in Westfalen und Ostfalen

In diesen Hintergrund der mittelalterlichen Herrschaftsverhältnisse ist die Lage Ahlhausens einzuzeichnen, um eine Einordnung der regionalen Verhältnisse hier im Hochmittealter zu gewinnen. Die Region zwischen Maas, Rhein und Weser stand für den lothringisch-ostfränkischen Teil unter der königlichen Landeshoheit der Karolinger und für den sächsischen Teil unter der der Liudolfinger – hervorgegangen aus den kriegerischen Auseinandersetzungen zwischen dem Reich Karls des Großen westlich und dem sächsisch-östlichen Reich der Ottonen. Im Raum des heutigen westlichen Westfalens waren die Grenzen über die Jahrhunderte umkämpft und fließend. Die Genealogie der Pfalzgrafengeschlechter, die die weiteren Geschicke für den rheinisch-westfälischen Raum um 1000 bestimmten, entwickelte sich aus dem hohen Mittelalter heraus im Wesentlichen aus den beiden Stämmen zweier Familiengeschlechter, die in der Forschung angesprochen werden als das „Hermanngeschlecht“ oder auch als die „Grafen von Werl“ einerseits, hervorgegangen aus den Nachfahren eines „Grafen Hermann I. (um 860)“, und dem „Ezzonengeschlecht“ andererseits aus den Nachfahren eines „Erenfried I. (866–904)“. Erstere bestimmten die Herrschaft im „Wethigau (Westfalen) / Brukterergau / Engerngau / Lochtropgau“ und letztere die Herrschaft in den Gauen entlang des Rheins zwischen Sieg und Ruhr (Keldachgau / Deutzgau / Auelgau). Ahlhausen lag wahrscheinlich nordöstlich im „Deutzgau“ nahe am südlichen Rand des „Keldagaus“ und westlich angrenzend an die „westfälischen Gaue“, wobei zu betonen ist, dass die genauen Grenzziehungen zwischen den Gauen heute historisch unklar sind.
Bis in das späte Mittelalter entwickelten sich aus vielfältigen familiären Verbindungen zwischen diesen beiden Pfalzgrafengeschlechtern und weiteren Verheiratungen mit Nachfahren der Karolinger und Liudolfinger die späteren Grafengeschlechter, die die Herrschaftsverhältnisse im Grenzraum zwischen Rheinland und Westfalen bestimmten: Die Grafen von Jülich-Berg, die Grafen von Kleve-Mark und die Grafen von Limburg-Tecklenburg. Wie schon die Pfalzgrafen versuchten sie immer mehr an Grundherrschaft über Ländereien und Hofesgut zu gewinnen, die Vogteien der großen Klöster und Abteien der Region (vor allem von Essen-Werden / Deutz / Brauweiler / Siegburg / Corvey / Stablo / Cornekimünster / Gerresheim) an sich zu ziehen und den Einfluss der Erzbischöfe Kölns aus dem alten Herzogtum Westfalen herauszudrängen.
Die mittelalterliche Region um Ahlhausen liegt geographisch an der Grenze zu allen Seiten ziemlich genau im Mittelpunkt dieses Geschehens. Welche Bedeutung es in dem angezeigten Kontext der Herrschaftsentwicklung aus dem Mittelalter heraus gehabt haben wird, ist noch nicht wirklich sicher nachweisbar geworden. Seine Lage im Land exponiert es als Standort für eine Befestigungsanlage, denn das heutige Gebäudeensemble von Schloss Ahlhausen liegt unterhalb eines Bergsporns, von dem aus das Tal der Ennepe weit zu überblicken ist. Die Ennepe ist hier beidseitig von z. T. steil aufragenden Felsformationen eingefasst wie z. B. dem „Hohenstein“ direkt gegenüber und unterhalb von Ahlhausen querte von jeher eine alte Wegverbindung über eine Furth zwischen den Höhenlagen, die die Ennepe wie eine natürliche Grenze zwischen dem Bergischen und dem Märkischen Land trennen würde. Die Geländespitze des Bergsporns wurde 2017 geoarchäologisch untersucht und das Bodenradar wies an mehreren Stellen bauartige Befunde im Untergrund nach. Auch weist eine Urkunde aus dem Jahr 1365 die Befestigungstauglichkeit aus, denn ein „Diderich van Aldynchusen und seine Frau Bate versprechen Graf Diederich van Lymborgh, an ihrem Hause zu Aldynchusen keine Veränderungen… vorzunehmen, insbesondere es nicht zu befestigen.“ Bauarchäologisch ist die wehrhafte Befestigungsfunktion noch heute an den Gebäuden sichtbar, wobei es keine genaueren Erkenntnisse dazu gibt, wie weit die Befestigungsanlage tatsächlich in das Mittelalter zurückreicht. Sicher ist aber, dass einige der Tonnengewölbe, die das heutige zum Teil auch gegen den Hang auf Felsen aufgesetzte Gebäudeensemble von Haupthaus und Turm tragen, mit dem schweren Mauerwerk von jeher verbunden sind. Zudem ist sichtbar, dass die flussseitig liegende Befestigungstonne selber noch einmal von einer tonnenartigen Mauerwerkstruktur mit festen Steinblöcken unterfangen ist, es also ein noch einmal sehr viel älteres Mauerwerk unter den mittelalterlichen Fundamenten von Schloss Ahlhausen gibt.

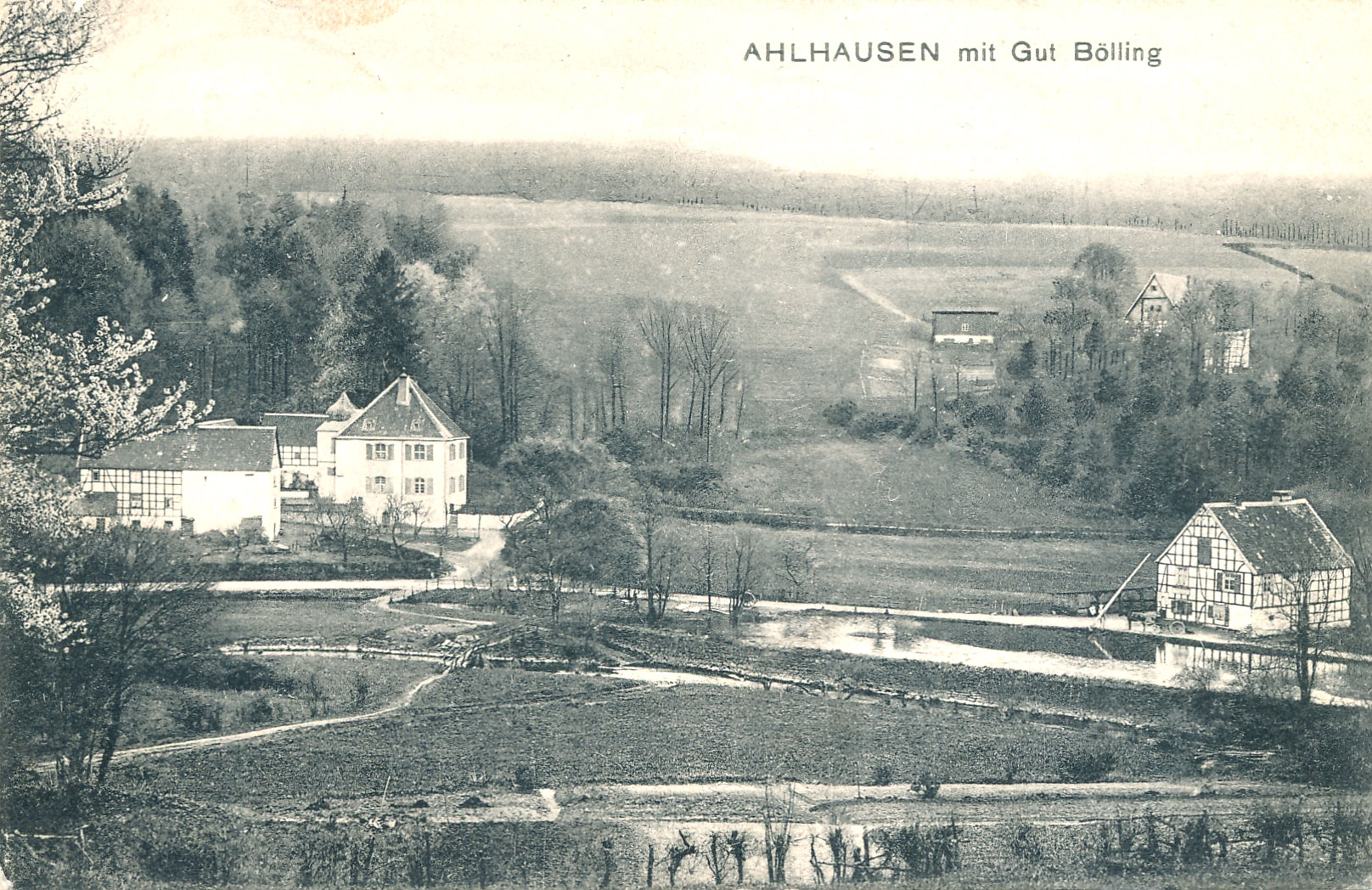
Ahlhausen mit Gut Bölling

Auch geht die erste heute bekannte urkundliche Erwähnung noch sehr viel weiter in das Mittelalter zurück, denn es findet sich in einer von dem Werdener Probst Gottfried zwischen 1125 und 1138 angefertigten Nachschrift einer um 1080 zu datierenden, früheren Urkunde, als „Adalhedehuson“, veröffentlicht in den „Rheinischen Urbaren“, bezeichnet. Diese Urkunde (Urbar F) ist ein „Heberegister“ der Reichsabtei der Benediktiner Essen-Werden, in dem die Abgaben allen Hofesguts in Art und Mengen gelistet sind, die in dem nur einige Kilometer entfernt von „Adalhedehuson“ liegenden Oberhof Schöpplenberg (genannt „Curti Saypelebure“), ein Lehnsgut der Reichsabtei Werden an eine Familie von Schöpplenberg, für die Werdener Abtei zusammengestellt waren. Die spätere Fassung des Heberegisters von 1125 nennt 31 Namen von Siedlungsorten der umliegenden Region zwischen der Wupper und der Lenne.
Mit Recht weisen die Historiker darauf hin, dass die hier 1080/1125 genannten abgabepflichtigen Siedlungsorte noch sehr viel älter und weit vor 1000 datieren können. Sicher ist auf jeden Fall die Festhaltung eines Werdener Abtes des 18. Jahrhunderts, die die Schöpplenberger Ländereien schon als Teil des Stiftungsbesitzes der Reichsabtei zur Zeit ihrer Gründung 792 ausweist. Bis in welche frühmittelalterliche Zeit nun das „Adalhedehuson“ der Familie von Ahlhausen zu datieren ist, wird außerhalb solch gesicherten Urkundenmaterials nur schwer genauer zu sagen sein. Eine konkrete Person der Familie von Ahlhausen ist auf jeden Fall aus der Urkunde 1080/1125 greifbar, denn genannt wird da der Name eines „Ozo“. Zu fragen ist auch, was diese urkundlichen Informationen zu der für das „Adalhedehuson“ bestehenden Grundherrschaft bedeuten. Zwei Varianten sind zunächst denkbar: Entweder war es ein Klostereigen der Reichsabtei und an die Familien des „Ozo“ verlehnt, oder war es ein eigenes Eigen der Familie von Ahlhausen von jeher, das sich als alodiales Freigut dem Oberhof Schöpplenberg aus freien Stücken unterstellte, um unter dem Schutze der Reichsabtei vor den vielleicht gräflichen Nachstellungen und Abhängigkeiten besser geborgen zu sein? Sicher ist jedenfalls, dass schon um 1300 herum das „Adalhedehuson“ als Eigengut der Familie von Ahlhausen aus den herrschaftsbildenden Grafenhäusern heraus angesprochen wurde, denn wie benannt wendet sich 1365 die Urkunde des „Graf Diederich van Lymborgh“ direkt an den „Diderich van Aldynchusen und seine Frau Bate“. Auch wenn das nun nicht besagt, dass damit schon der Eigengutstatus für die Familie von Ahlhausen 1080 als gesichert angesehen werden kann, so zeigen weitere Urkunden schon um 1300 an, dass die von Ahlhausen selber, was nur durch eigene Grundherrschaft möglich gewesen sein kann, herrschaftliche Zeugenschaft bei Land- und Hofverkäufen der Region ausübten. So bezeugte ein „Bruno de Aledehusen“ an erster Stelle in der Zeugenliste einer Urkunde von 1305, dass der „Ritter Johannes vom Göckinghof… dem Kloster Gevelsberg die Wachszinsigen Everhard von Merklinghausen mit seiner Mutter und Gobelin von Milspe (überlässt und)… er dem Kloster die Güter des Gobelin bei Milspe seinen Töchtern Agnes und Aleyd, Nonnen zu Gevelsberg, auf Lebenszeit (anweist).“ (12) Doch schon der Name „Adalhedehuson“ kann einen Hinweis auf den grundherrschaftlichen Status aus der Zeit vor 1000 geben, denn es könnte in der Form einer „Namensstiftung“ die Herkunft des Siedlungsortes aus dem Eigentum einer „Adelheid“ bzw. derer grundherrschaftlichen Familie bezeichnen.
Unsere Ausgangsfrage für die mittelalterliche Zeit der Familie von Ahlhausen, ob sie denn nun tatsächlich auch als „adlig“ angesprochen werden kann, ließe sich im Blick auf die oben genannten drei Kriterien, wie sie die Forschung für eine Adelsprädikation nennt, jedenfalls – zumindest im Sinne des mittelalterlichen „Uradels“ und angesichts bislang festzumachender Urkunden – durchaus bewähren.

### Renaissance und Frühbarock
Aus dem späten Mittelalter heraus wandelte sich dann im 14. und 15. Jahrhundert das frühere System der Grundherrschaft zunehmend in das der Territorialherrschaft. Die immer mehr in festen Grenzen sich arrondierenden Grafschaften suchten fiskalisch alles Hofeseigen in ihren Gebieten, gleich welchen Eigentums es auch sei, abgabepflichtig zu machen. Aus den alten Bauerschaften organisierten die Grafschaften sich in Ämtern und entwickelten eine Art Fiskalsystem.
Dass aus dem Geist der Renaissance heraus das heutige Gebäudeensemble von Schloss Ahlhausen baugeschichtlich hervorging, macht eine Sandsteinplatte aus der Zeit des früheren Zugangs zum Haupthaus deutlich, die das Jahr 1592 nennt. Noch spürbarer wird aber die Renaissance, die auch Ludorff in seinem o. g. Werk zu „Bau- und Kunstdenkmäler von Westfalen“ für Ahlhausen anspricht, in den Baukörpern der Gebäude von Haupthaus und Turm und der harmonischen Anordnung der Raumkubaturen in mathematischen Würfelformen – alles im Gleichmaß der Ordnungszahl 4.

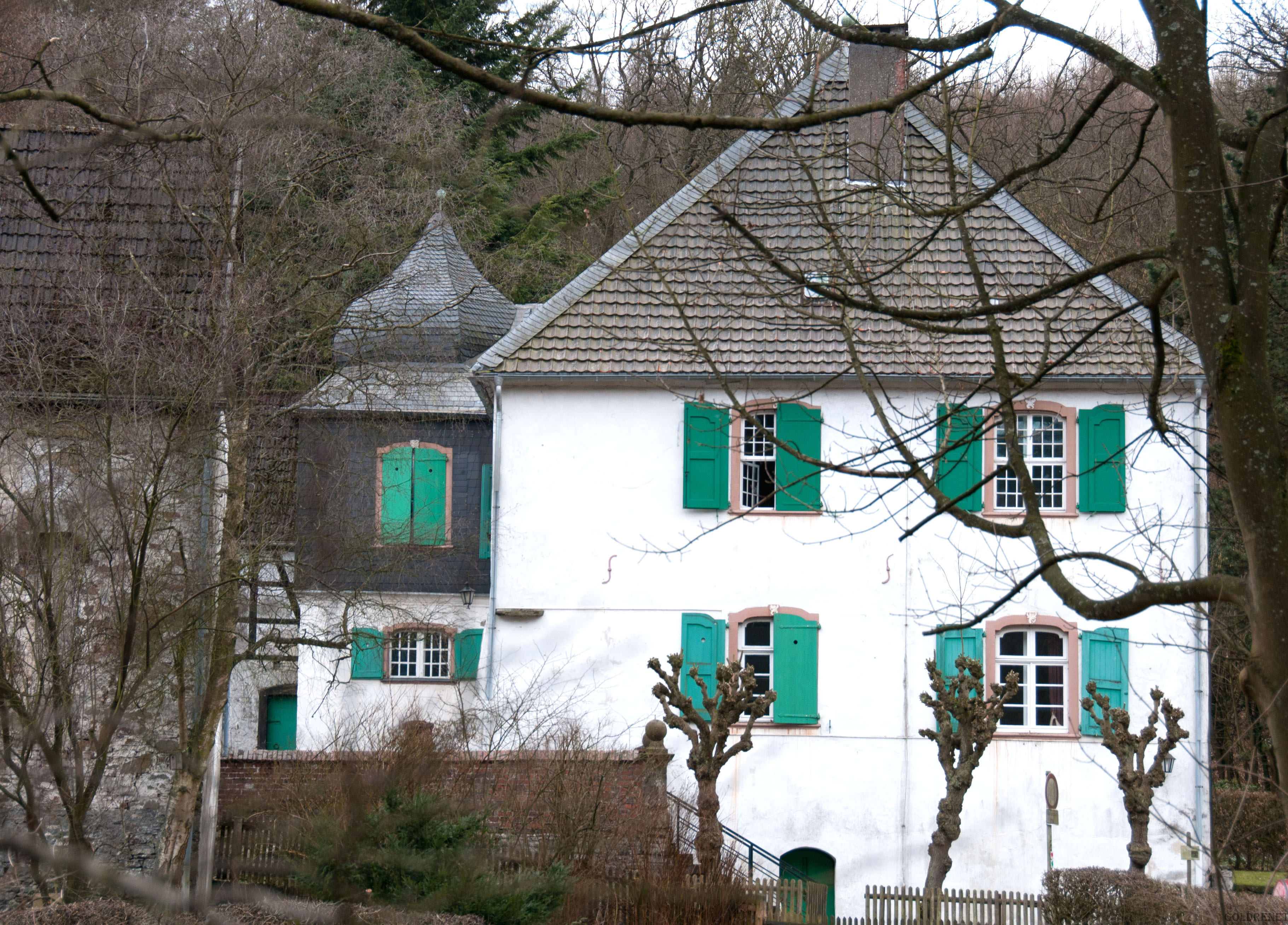
Schloss Ahlhausen, Außenansicht

Bis um 1680 dann wurden dann im Ausgang des westfälischen Friedens die baulichen Anlagen in heute noch vielfach erhaltener frühbarocker Ausgestaltung zu einem mehr von der Familie von Ahlhausen repräsentativ genutzten Landschloss umgebaut und Schloss Ahlhausen nahm damit bauhistorisch eine für viele westfälische Wehranlagen typische Entwicklung. Urkunden belegen bis in die Zeit des Barocks hinein eine für die von Ahlhausen rege Tätigkeit in verschiedenen Positionen gräflicher Verwaltung meist in Feld von Steuern und Finanzen: „Rezeptor“, „Kammerrat“, „bergischer Vicedroste“ usw. 1678 vollendeten dann Heinrich Wilhelm von Ahlhausen (um 1645 – 1684) und Maria Magdalena geb. Frowein (um 1653 – 1714) baulich das heute sichtbare frühbarocke Gesicht von Schloss Ahlhausen. Beide heirateten 1671 und aus ihrer Ehe gingen drei Kinder hervor. Sie werden die wahrscheinlich schon deutlich früher von den von Ahlhausen noch dem Gleichmaß der Renaissance zugeordneten Umbauarbeiten des heutigen Gebäudeensembles als repräsentatives Landschloss um 1678 fertiggestellt haben, was mit der in Sandstein hinterlassenen Jahreszahl 1678 und durch dendrochronologische Untersuchungen der Dachstühle von Haupthaus und Turm bestätigt ist. Ein Heinrich Wilhelm von Ahlhausen wird in Dokumenten als „Rezeptor“ bezeichnet, was auf eine Tätigkeit noch neben den Geschäften auf Ahlhausen hinweist, mit der er als Kammerrat oder Kämmerer im Steuerwesen der Regierung der Grafschaft Kleve-Mark eine Funktion gehabt haben wird. Zumindest ist bekannt, dass er gemeinsam mit einem in seine Familie eingeheirateten Kammerrat Kramer, der ebenfalls im Amt Wetter der Grafschaft tätig war, den Gräften- und Herrenhof Engstfeld bei Halver von der Familie von Plettenberg käuflich erworben hat.
Maria Magdalena geb. Frowein entstammt der aufgrund von Bergwerksgeschäften sehr reichen Bürgerfamilie des Engelbert Frowein (1616–1667) aus Schwelm, bei dem wohl über Jahre hinweg die auf dem dortigen Wasserschloss Haus Martfeld sitzende Adelsfamilie der Stael von Holstein aus Gründen der Geldnot das Schloss als Pfand einsetzten, um sich von der Familie Frowein immer wieder und immer mehr Geld auszuleihen. Das Wasserschloss Haus Martfeld entstammte dem ritterlichen Adelsgeschlecht der Raitz von Frentz und kam durch Einheirat und anschließendem Erbe zu den Stael von Holstein. „Im Jahre 1659 (mussten dann) die Erben des Adolf Wilhelm Raitz von Frentz zu Martfeld den Adelssitz an Engelbert Frowein und seine Frau Maria Magdalena Schelkens (verpachten)…; sie besaßen (mittlerweile an dem Wasserschloss) derart weitgehende Pfandrechte, dass den ritterbürtigen Erben kaum noch Eigentumsrechte zustanden.“ Maria Magdalena von Ahlhausen geb. Frowein kam so auch in den Besitz des Wasserschlosses Haus Martfeld in Schwelm. Nach dem Tod des Heinrich Wilhelm von Ahlhausen verlegte sie ihren Wohnsitz dann dorthin und heiratete noch 1684 in zweiter Ehe den Wolfgang Friedrich Stael von Holstein (1646–1703). „Der Bräutigam wird dabei als Herr zu Martfeld und Milspe, Sohn des verstorbenen Robert Stael zu Steinhausen, Mitherr zu Witten und der (Ehemann der) Ursula Kunigunde Raitz von Frentz bezeichnet… (Diese) hatte Haus Martfeld in die Ehe gebracht, das (dann) von ihrem Mann und den Söhnen Franz Rudolf und Ferdinand Adrian Stael zu Holstein… belastet wurde.“ Maria Magdalena geb. Frowein „… bewohnte das Haus bis zu ihrem Tode 1714, erst danach konnte ihr Neffe es für die Familie Stael von Holstein wieder in Besitz nehmen.“ „Der Grabstein im Erbbegräbnis der Stael von Holstein in der katholischen Kirche von Schwelm gibt ihren Tod für den 18. Mai an.“ Vom Wasserschloss Haus Martfeld aus wird sie zu Lebzeiten auch die weiteren Geschicke auf Schloss Ahlhausen bestimmt haben, so dass beide Schlösser in einen engen Bezug kamen. Ihr zweitgeborener Sohn aus der ersten Ehe mit Heinrich Wilhelm von Ahlhausen, der ebenfalls den Namen des Vaters Heinrich Wilhelm trug, „… heiratete am 12. Februar 1698 als Alhaus von Ahlhausen auf Martfeld Anna von Wenigern, Tochter des Kaufmanns Nikolaus von Wenigern zu Breckerfeld“. Es ist anzunehmen, dass diese beiden dann die weiteren Geschicke von Schloss Ahlhausen an der Schwelle in das 18. Jahrhundert lenkten.

### Der Westfälische Frieden
Wie für viele andere alte Wehranlagen adliger Familiengeschlechter in Westfalen kam mit dem Westfälischen Frieden ab 1648 wohl auch auf Ahlhausen die neue Zeit und wie beschrieben wurde offenbar über einen längere Jahre dauernden Umbauprozess das Gebäudeensemble zu dem frühbarocken Landschlösschen umgestaltet, wie es heute greifbar und sichtbar ist. Die Bauherren aus der Familie sind bekannt und die Architekten werden in dem zur damaligen Zeiten in Westfalen vielfältig gefragten Umfeld des Kapuzinerpaters Ambrosius von Oelde zu suchen sein. Es waren wohl mehr repräsentative Zwecke, die die von Ahlhausen in diesen Umbauarbeiten leiteten, denn schließlich werden sie ein gewisses Vermögen nicht nur durch die eigenen Geschäfte im Kommerz und in der Landwirtschaft und hier und da nicht nur durch eine „geldschwere“ Heiratspolitik, sondern auch dadurch versammelt haben, dass einige von ihnen in den Verwaltungsdiensten der alten Grafschaften Kleve-Mark und Jülich-Berg und da vor allem im Steuerwesen einige Funktionen innehatten. „Vor Januar 1645 übernahm Georg (Jürgen) Alhausen… den Hof Alhausen.“ Jürgen von Alhausen „war Kirchrath und Vorsteher der lutherischen Gemeinde zu Schwelm“ und „starb am 7. September 1668…“. Mit ihm begann wohl diese Zeit des Friedens auf Ahlhausen nach 1648. Sein Sohn war der bereits oben erwähnte Heinrich Wilhelm von Ahlhausen, der mit seiner Ehefrau den frühbarocken Umbau wohl um 1678 fertigstellte und der in der Literatur als „Rezeptor“ im Amte Wetter, dessen politisches Geschick nach dem Erbfolgestreit 1609 in der Grafschaft Kleve-Mark nach einem umstrittenen Kontrakt zum Erbfolgeanspruch zwischen dem Kurfürsten Johann Sigismund von Brandenburg und dem Pfalzgrafen Philipp Ludwig von Neuburg teils von Brandenburg, teils von Düsseldorf aus gelenkt wurde und dann erst 1666 endgültig dem Kurfürstentum Brandenburg zugefallen war, angesprochen wird. Überhaupt wäre die weitere Klärung der Frage hier von Interesse, welche Bedeutung Schloss Ahlhausen überhaupt im Amt Wetter zu Zeiten nach dem Westfälischen Frieden innegehabt haben kann, denn in einer wenn auch Breckerfelder Urkunde „signatum Ahlhausen d. 10. Junij Anno 1648“ ist belegt, dass der „Amtmann (Winand) Rodt zu Ahlhausen“ saß und, auch wenn dieser nicht von Ahlhausen geheißen hat, Schloss Ahlhausen selber mit einem Teil der Innenräume Amtsgebäude des Amtes Wetter gewesen sein kann. Überhaupt fallen die vielen bekannten und sehr unterschiedlichen Nutzungen auf, die aus Urkunden, Quellen und Literatur für Schloss Ahlhausen belegt sind und die die landwirtschaftliche Nutzung des Gutes Ahlhausen in ihrer gesellschaftlichen Bedeutung wohl überflügelt haben werden. Bis heute ist nicht klar, wo das alles räumlich denn in den Gebäuden wirklich untergebracht gewesen sein soll. So wird aus kirchlichen Quellen z. B. berichtet, dass die von Ahlhausen eine eigene Hauskapelle gehabt haben sollen und es dazu einen aus dem Erzbistum Köln eigens für Ahlhausen bestellten Priester gegeben hat. Bauliche Spuren dafür sehen wir heute im Schloss nicht mehr.
Die Kriegszeiten vor dem Westfälischen Frieden jedenfalls hatten die Höfe und Häuser der Region nach 1648 in schweren Nöten und Verwüstungen zurückgelassen. Menschen waren tot oder vertrieben, Höfe geplündert oder verbrannt, das Vieh verschwunden. Ahlhausen war offenbar hinter befestigten Wehrmauern und Sitz der Familie von Ahlhausen da noch glimpflich weggekommen, denn unmittelbar nach Abschluss der Friedensverhandlungen wurde von Ahlhausen aus der sog. „Steuerstreit“ im Amte Wetter der Grafschaft Mark ausgefochten. Jede Regierung, ob nun pfälzisch-neuburgisch oder preußisch-brandenburgisch, benötigte Geld, das sie aus ihrer Steuerverwaltung erforderten, doch verwüstete Höfe und Ländereien konnten da die in „Matrikeln“ festgeschriebenen Steuersätze nicht mehr hergeben. In den Jahrzehnten vor, aber auch nach 1648 zogen spanisch-niederländische Truppen der „katholischen Liga“ durchs Land, aber auch die protestantischen Gegenwehren fragten in der bergisch-märkischen Region recht wenig nach den Eigentumsrechten der Höfe und Ländereien, die ihnen unterkamen. So kam es dazu, dass die Steuerverwaltung im Amte Wetter allen Hofesbesitz der Region mit Pächtern und Eigentümern auf Ahlhausen einbestellte. Eine Kommission hatte festzustellen, welche steuerlichen Abgaben die landwirtschaftlichen Höfe überhaupt noch angesichts ihres desolaten Zustands aufbringen konnten, und tagte 1625 zwei Tage auf Ahlhausen, um die Ertragslage der Landwirtschaft Hof für Hof genauer festzustellen. Die Höfe waren aufgefordert, der Kommission Angaben zu den ihnen möglichen Erträgen zu machen. Für Ahlhausen selbst tritt ein „Henrich zu Alhaußen“ da auf. Es sollte festgehalten werden, was sie denn an Vermögen und Einnahmen (noch) hatten und womit sie denn – natürlich steuerzahlend im Amte Wetter – in einen erhofften Frieden starten konnten. Doch die Penurie der Höfe, in der offenbar die Pacht- und Lehnshöfe durch Abgabenlasten noch sehr viel stärker bedrängt waren als die allodialen Frei- und Eigengüter wie Ahlhausen, sollte auch nach 1648 noch lange bis zu Anfang des 18. Jahrhunderts kriegsbedingt nicht ausgehen, denn nun zogen französische Truppen durchs Land und es galt von Ämtern und Städten Lager, Einquartierung und Bewirtungen der brandenburgischen Gegenwehren aufzubringen, die nun den Höfen im Land und meist zusätzlich zur Steuermatrikel allerlei Sonderabgaben abverlangten. Weitere Abgabenprüfungen, aber auch Beschwerden der Bedrückten wurden auf den Weg gebracht. So hatte z. B. 1685 für die Grafschaft Mark ein Johann Albrecht Freiherr von Wilich zu Boetzlar die Aufgabe übernommen, für die landwirtschaftlichen Höfe südlich und nördlich der Ruhr eine solidere Steuer-Martikel aufzustellen. Der Preußenkönig Friedrich I. ließ dann auf Grundlage dieser Vorarbeit 1705 ein „Kataster der kontribuablen Güter in der Grafschaft Mark“ erstellen. Pächter und Besitzer waren verpflichtet, genaue Angaben zur landwirtschaftlichen Ertragslage ihrer Höfe zu machen. Für die Bauerschaft Mühlinghaus im Amt Wetter spricht ein „Henrich Wilhelm Ahlhaus“ vor und die für die Landwirtschaft auf Ahlhausen mit 78 Rtl. festgesetzte Angabe ist hoch und liegt im obersten Segment aller Abgabenhöhen in der Grafschaft Mark. Die Landwirtschaft wird als „rendieret“ bezeichnet.

### Hochbarock

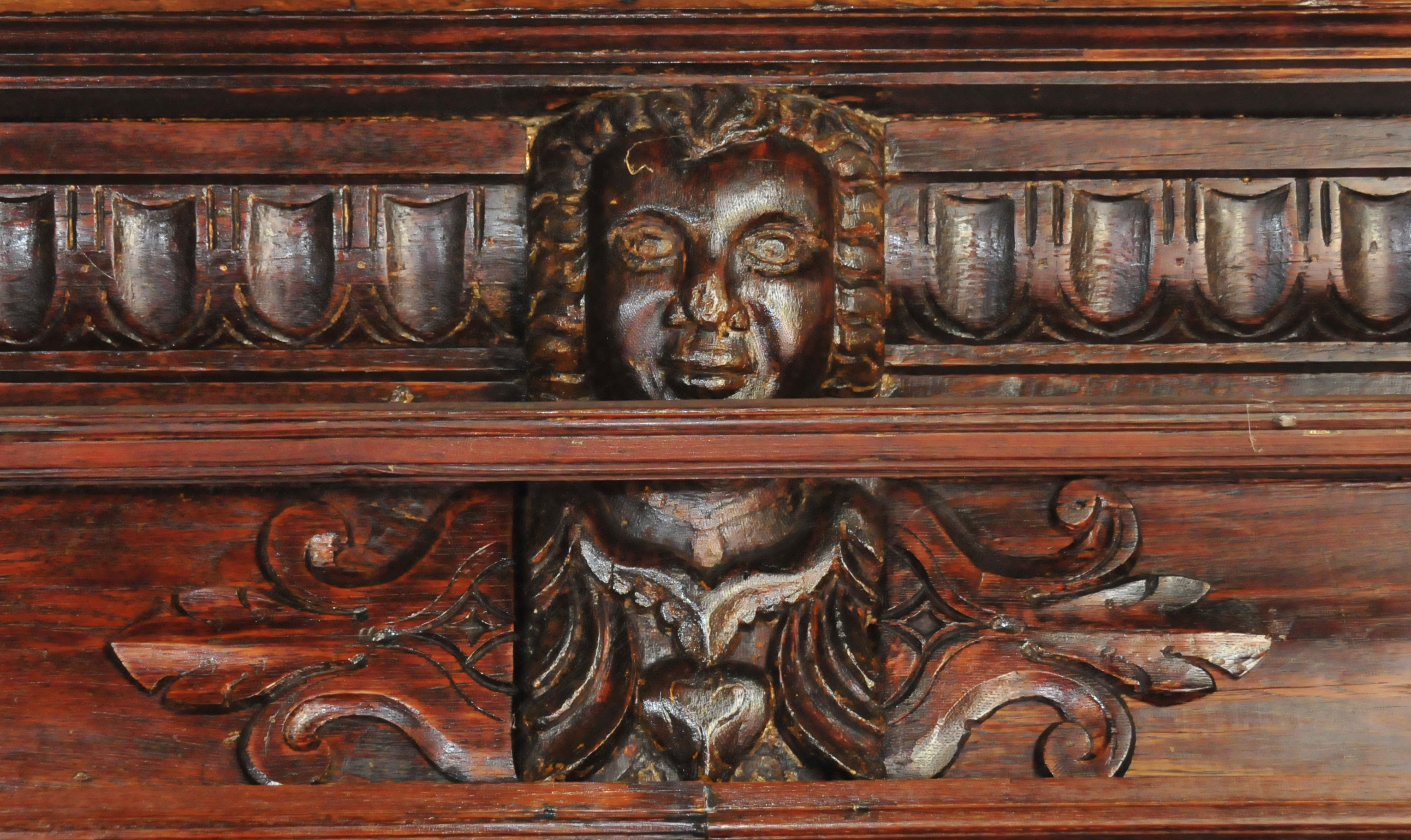
Frühbarock, Ausschnitt Foto alte Esse, Küche Schloss Ahlhausen

In der bauforschenden Fachliteratur wird öfters die Frage gestellt, was denn in der Gesamtentwicklung des Barock den Antrieb dazu gab, dass seine Formen und Ausstattungen vom schlicht-einfachen Frühbarock zum pompösen Spätbarock bis in das Rokoko hinein immer üppiger und „ausfallend“ wurden. Ein wesentlicher Grund wird sicherlich auch in einer wirtschaftlichen Konsolidierung vielerorts bis zum Ausgang des 17. Jahrhunderts nach dem Westfälischen Frieden zu suchen sein, der in der Zeit des Hochbarock „prächtiger“ werdende Bauwerke ermöglichte. Es brachen dann in der brandenburgisch-preußischen Zeit neue Zeiten vor allem für die katholische Kirche und die Bistümer der rheinisch-westfälischen Region an, die unter der Leitung der „Kurfürsten“ auf dem Bischofsstuhl des Erzbistums Köln auch politisch immer mächtiger und reicher wurden. Sie trieben die kurfürstliche sehr rege und gewaltig auf Repräsentation bedachte Bautätigkeit in der barocken Ausgestaltung von Kirchen und Schlössern an.
In diese Zeit des Hochbarock hinein wird auch auf Ahlhausen dieser neue Katholizismus repräsentativ gewesen sein, was sich mehr an den immer reicher gewordenen Mitgliedern der Familie von Ahlhausen und weniger am Gebäudeensemble von Schloss Ahlhausen zeigt, an dem es – vielleicht eher zum Glück – nun nicht zu einer Barockisierung des Frühbarock gekommen ist, obwohl der zeitgeistig katholische Einfluss aus Köln und seinem „großen Kurfürsten“ gegeben war: Am 10. August 1716 wurde auf Ahlhausen als Sohn des „Bergischen Vicedrosten“ und Kämmerers Johann Wilhelm von Ahlhausen und dessen Frau Adriana Christiana Hertzig der spätere Weihbischof von Münster und Osnabrück Joannes Wilhelm von Ahlhausen geboren, der nach dem Tode des „Großen Kurfürsten Clemens August von Bayern“, Erzbischof von Köln und Münster und der Erbauer großer Barockschlösser in Rheinland und Westfalen, 1761 die Leitung und Verwaltung des Bistums Münster als päpstlicher Kapitularvikar von Rheine aus bis zur Wahl des neuen Kölner Erzbischofs übernahm. Selber ein Ordensmann der Kreuzherren und vormals Prior des Klosters Bentlage wird er trotz oder gerade wegen aller intellektuellen Geistigkeit dem Ideal der Einfachheit in allen Dingen, das den Frühbarock auszeichnet und wie die Geburtsstätte des Weihbischofs auf Ahlhausen es bis heute erspüren und erahnen lässt, verbunden geblieben sein. Es ist davon auszugehen, dass er ein Sohn des Erstgeborenen aus der Ehe von Heinrich Wilhelm Ahlhausen und Maria Magdalena geb. Frowein war. Beide hatten drei Kinder, von denen das letztgeborene sehr früh starb. Der erstgeborene Johann Wilhelm hätte als erbberechtigten Nachfahren seinen Sohn den Weihbischof Johann Wilhelm von Ahlhausen – in der Literatur oft als „d’Alhaus“ benannt – gehabt; doch nach dem Tode der Maria Magdalena geb. Frowein 1714 erbte Schloss Ahlhausen der zweitgeborene Sohn Heinrich Wilhelm, vielleicht weil der erstgeborene Bruder noch vor der Mutter verstarb.

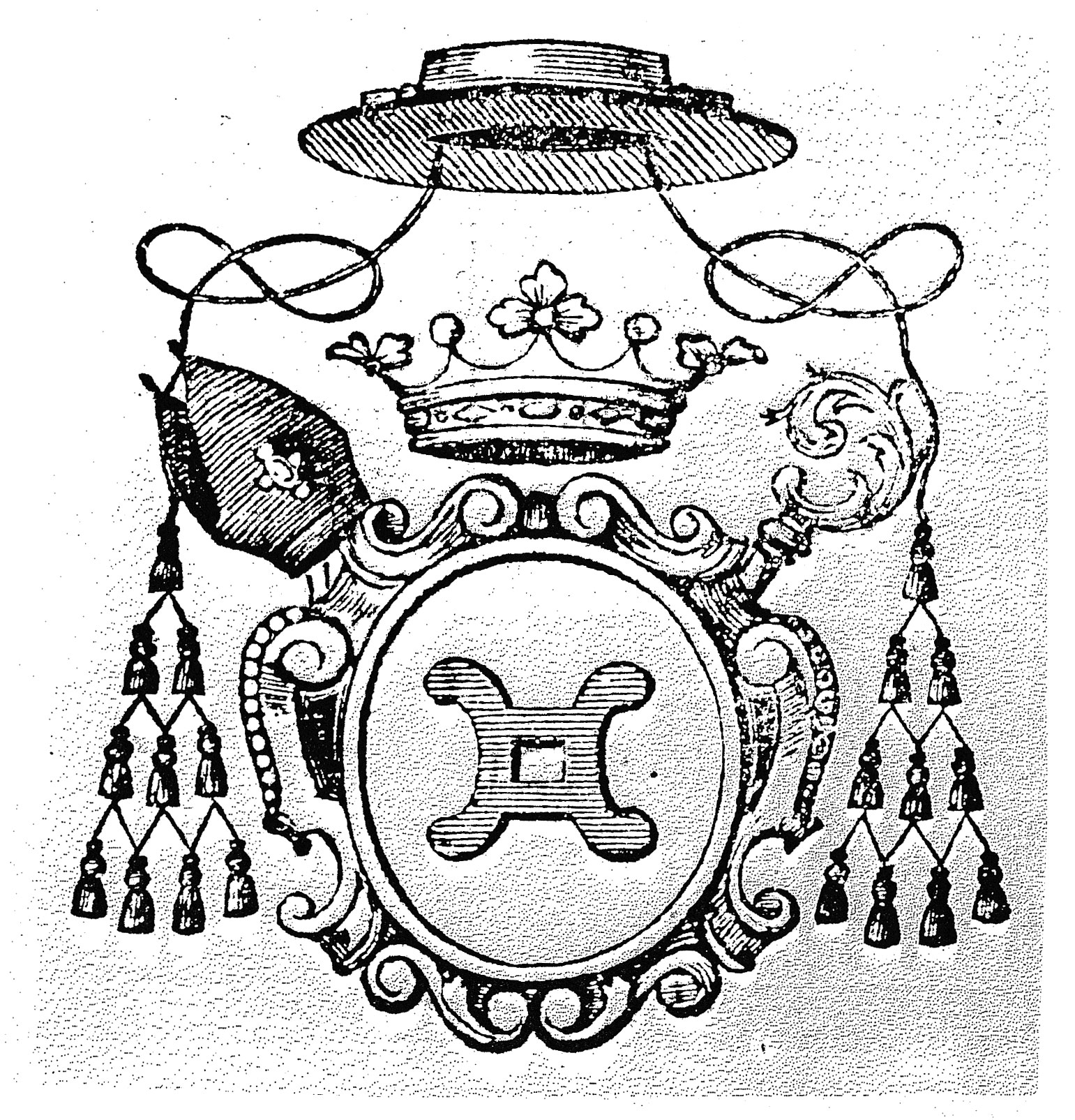
Bischofswappen des Weihbischofs d’Alhaus

Das Bischofswappen des Weihbischofs d’Alhaus zeigt als Insigne den Mühlenanker der Familie von Ahlhausen.

### Biedermeier und Napoleon
1770 verkauften dann ein nachgebürtiger Henrich Wilhelm von Ahlhausen und seine Frau Maria Theresia von Ahlhausen geb. Schmidmann Schloss Ahlhausen mit allen Gebäuden und Ländereien an den Gografen der Region, Moritz Bölling, kölnischer Hochrichter zu Schwelm im preußischen Verwaltungsamt Wetter, dessen Nachfahren es bis 2012, bevor es in den Besitz der heutigen Eigentümer kam, innehatten. Wie und wann nun über die vielen Jahrhunderte das Gebäudeensemble und die Ansiedlungen auf Ahlhausen samt den Ländereien in das Eigen derer von Ahlhausen so weit kam, dass sie es als Eigentümer auch an den Gografen der Region Moritz Bölling verkaufen konnten – eine Lehnsurkunde der Benediktiner-Reichsabtei Werden ist jedenfalls neben den vielen beurkundenden Heberegistern bis heute nicht bekannt – wird noch weiter zu erforschen sein. Wahrscheinlich ist Ahlhausen schon seit dem Mittelalter ein eigenes Eigen, ein Freigut der Familie von Ahlhausen gewesen, dass unter dem Schutze der Benediktinerabtei Essen-Werden stand und angeschlossen an den Oberhof Schöpplenberg viele Jahrhunderte lang beständig durch die Wirren der Zeiten Westfalens gegangen ist.
Mit dem Jahr 1770 und dem Verkauf an den Gografen Moritz Bölling ging dann die über 800-jährige Familiengeschichte des „uradligen“ Geschlechts derer von Ahlhausen auf Ahlhausen zu Ende.

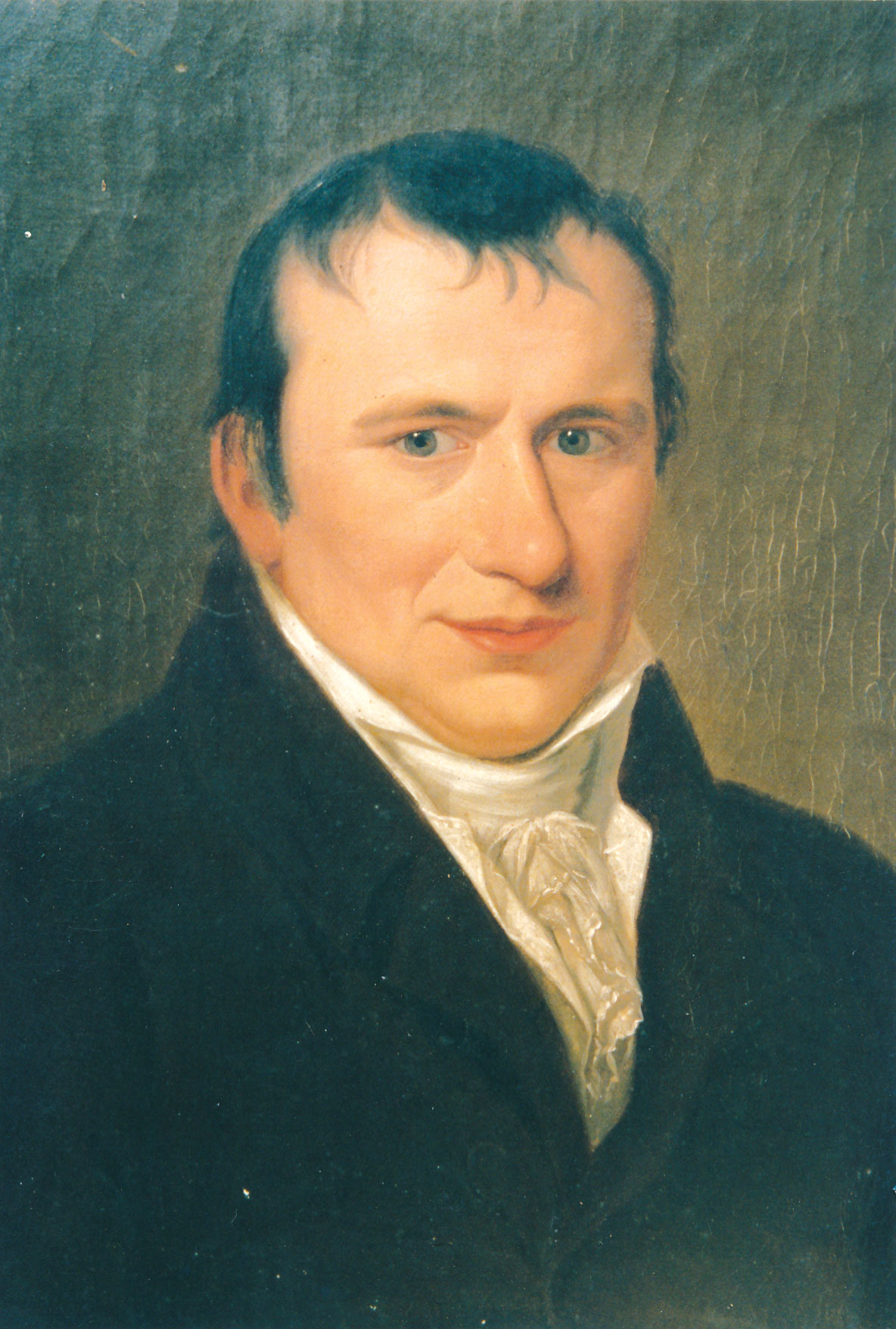
Moritz Bölling

Die biographische Forschung zur Person des Schwelmer Gografen Moritz Bölling liegt noch recht brach. Bekannt ist, dass seine Familie wohl aus der Hansestadt Breckerfeld, ca. 12 km südöstlich von Ahlhausen gelegen, stammt und Familienmitglieder dort im Bürgermeisteramt gestanden haben sollen. Der bedeutendste Nachfahre des Gografen Moritz Bölling auf Ahlhausen war sein Sohn Moritz Friedrich Heinrich Johann Diedrich, der als königlich preußischer geheimer Oberrevisionsrat und Generalprokurator der preußischen Regierung viel für die Zusammenführung des napoleonischen Rechtssystems mit dem preußischen getan hat und der gemeinsam mit seiner Ehefrau Wilhelmina Carolina Elisabeth Sehlhoff (1790–1871) und drei seiner fünf Kinder in der alten, heute noch zugänglichen Begräbnisstätte oberhalb des Schlosses im Ahlhausener Wald beerdigt ist. Zu seiner Bedeutung im Kontext der Region um Ahlhausen findet sich folgende Angabe: „(Er war) nicht nur ein gebürtiger Schwelmer, sondern auch eine Persönlichkeit von Rang: Moritz Friedrich Heinrich Bölling. Er wurde 1775 als Sohn des Schwelmer Gografen Moritz Bölling geboren und schloss 1805 mit Engelbert Sehlhoffs Tochter und Erbin Caroline die Ehe. Diese Heirat und späterer Erwerb fügten einen Besitzkomplex zusammen, der (für Schwelm) das Gut Ahlhausen im Ennepetal, den Göckinghof, das Bauerngut auf dem Damm, einen Hof am Brunnen (u.a.)… umschloss. Damit war Bölling der größte Grundbesitzer im Gogericht Schwelm.“ Er starb 1824, „beigesetzt wurde er in Ahlhausen.“
Er ließ 1812 die Landschaftskarte mit der Gesamtdarstellung der Landwirtschaft auf Ahlhausen und der Einrichtung aller Flächennutzungen maßstabsgerecht erstellen, die in der Zeit ab 2015 die Vorlage zur Neuerrichtung einer heute wieder begehbar und sozialräumlich-ökologisch konzeptionierten Landwirtschaft auf Ahlhausen gab.
Schloss Ahlhausen stand im Kirchspiel Schwelm in östlichster Grenzlage der Ennepe diesseits bei Altenvoerde/Voerde (heute Stadt Ennepetal), so dass die geschichtlichen Bezüge immer schon sehr stark aus dem Schwelmer Raum heraus geprägt waren. Das wird schon in den jahrhundertelangen Grenzstreitigkeiten zwischen den Grafen von Berg und den Grafen der Mark, die mehr und mehr auch den Schwelmer Raum an sich ziehen konnten, so gewesen sein und wird auch so geblieben sein in den Zeiten des Erbfolgestreites in Kleve-Mark zwischen den Verwaltungsansprüchen der preußischen und denen der pfälzischen Regierungszeit. Auch waren die Einflüsse der Kölner Erzbischöfe für diesen Raum immer gerade im Blick auf die Gogerichtsbarkeit hoch. Nachdem 1666 das Gebiet endgültig in das Kurfürstentum Brandenburg gekommen war, lag es gute 100 Jahre später um 1800 herum wieder mitten in dem Kriegsgebiet der Auseinandersetzungen mit Frankreich und immer wieder zogen französische Truppen mit entsprechenden Verwüstungen durch. Zur Gegenwehr hatten Ämter, Städte und Güter der Region die preußischen Truppen mit allerlei Verrichtungen und Mitteln auszustatten, was zu manchen Bedrängnissen und Beschwerden führte. Den weiteren Gang der Geschichte kann man sehr gut mit folgenden Festhaltungen umreißen: „Nachdem Napoleon das Gebiet des Herzogtums Berg und der Grafschaft Mark erobert und mit Preußen Frieden geschlossen hatte, wurden beide Territorien zum Großherzogtum Berg vereinigt… Durch Dekret vom 1.11.1809 wurden Fronden und Leibeigenschaft abgeschafft. Am 13.9.1811 erfolgte die entschädigungslose Beseitigung aller Abgabepflichten mit Wirkung vom 1.2.1812. Das Hofgut wurde zum freien Eigentum der Hofleute erklärt. Damit waren die Hofverbände aufgelöst und die Hofgerichte beseitigt.“ Nach Napoleon musste Friedrich Wilhelm III. von Preußen diese Freistellung beibehalten. „Ein weiteres Gesetz vom 21.4.1825 regelte dann noch die Ablösung der bisherigen Pflichten der Hofhörigen. Der Kölnische Hof zu Schwelm hatte zu existieren aufgehört.“
„Nachdem Napoleons Russlandfeldzug 1812 kläglich gescheitert war, kam es überall in den französisch besetzten Gebieten zu spontanen Erhebungen. Auch in (der Schwelmer) Gegend… gab es Tumulte und Widerstände gegen Napoleon. Im März 1813 entschied sich der preußische König zum Kampf gegen die Eindringlinge. Daraufhin begannen die Franzosen in den besetzten Gebieten verstärkt mit der Einberufung der männlichen Bevölkerung in das napoleonische Heer. Überall im Großherzogtum Berg bildeten sich nun Gruppen von gestellungspflichtigen Flüchtlingen und Deserteure, von den Franzosen als ‚Refraktäre‘ bezeichnet, die sich bewaffneten und der französischen Fremdherrschaft den Kampf ansagten… Zwischen Hagen und Schwelm operierte die etwa 500 Mann starke so genannte ‚Würpelsche Bande‘… Sie versteckten sich in Bergwäldern und… besonders in Höhlen und Kohlengruben.“
Wie sehr das alles auch Schloss Ahlhausen direkt betraf, ist nicht wirklich bekannt. Sicher ist aber, dass nur wenige Meter von Ahlhausen nahe der heutigen Innenstadt von Ennepetal-Milspe gelegen die Klutherthöhle, eine vor rund 370 Millionen Jahren entstandene und durch Ausspülung in verästelten Höhlungen erschlossene Riffkalkschicht von 12,5 Metern Stärke und nationales Naturmonument, liegt, in der immer wieder Menschen vor den kriegerischen Auseinandersetzungen und Verfolgungen Schutz gesucht haben. Auch wurde Schwelm vor allem wegen des dort eingerichteten Gesundbrunnens Bad Schwelm lange Jahre eine Herbergsstätte für den französischen Adel und deren Entourage, der sich in Frankreich vor Napoleon zu verbergen hatten. Die hauptsächliche Unterbringungsstätte in Schwelm für die adeligen Gäste war Haus Friedrichsbad, das nun ebenfalls zu dem Eigentum der Familie des Generalprokurators Moritz Bölling gehörte. Die Bedeutung der Familie Bölling für Schwelm, aber auch die der Maria Magdalena Stael von Holstein, verwitwete von Ahlhausen geborene Frowein auf Martfeld wird groß gewesen sein. Jedenfalls sind dementsprechend auch die Bezüge von Schloss Ahlhausen zu diesen Geschicken in Schwelm nicht gering.
Sichtbar an dem Gebäudeensemble von Schloss Ahlhausen ist, dass auch die Familie Bölling ihre Spuren hinterlassen hat und baulich am Haupthaus die Fensterpartien mit doppelflügeligen Schlagläden umarbeiten ließ.

### Das 19.–20. Jahrhundert
Diese Zeit auf Schloss Ahlhausen ist noch sehr wenig erforscht, vermutlich auch weil es stiller wurde und nur wenig an Ereignisberichten der bewohnenden Familie aus dieser Zeit in der Literatur auffindbar ist. Bekannt ist, dass die Landwirtschaft auf Ahlhausen immer wieder neu für Jahre verpachtet wurde; einige Familiennamen von Pächtern sind noch greifbar. Auch erloschen nach und nach die gewerblichen Nutzungen der Bleiche und des Kleineisenhandels, selbst die alte Mühle fiel brach und wurde Ende des 20. Jahrhunderts in bedauernswertem Zustand abgerissen.
Immer mehr der landwirtschaftlichen Flächen und der Wälder im Umland wurden verkauft. Auch gerieten die Gebäude in Mitleidenschaft, denn selbst das angrenzende Gesindehaus wurde ausgegrenzt und verkauft, eine in der Literatur architektonisch als sehr beachtlich beschriebene Scheune wurde niedergelegt und die Räume des Haupthauses mit den üblichen Folgeerscheinungen „wohnlicher Verwüstungen“ aus den Nachkriegszeiten zu Wohnzwecken vermietet. Auch wenn von den frühbarocken Ausstattungen das Meiste doch sehr gut erhalten blieb, werden einige Teile zukünftig wieder zu restituieren sein. Der letzte Landwirt, der noch aus der Familie Bölling selber auf Ahlhausen war, wanderte dann in den 80er Jahren nach Kanada aus.

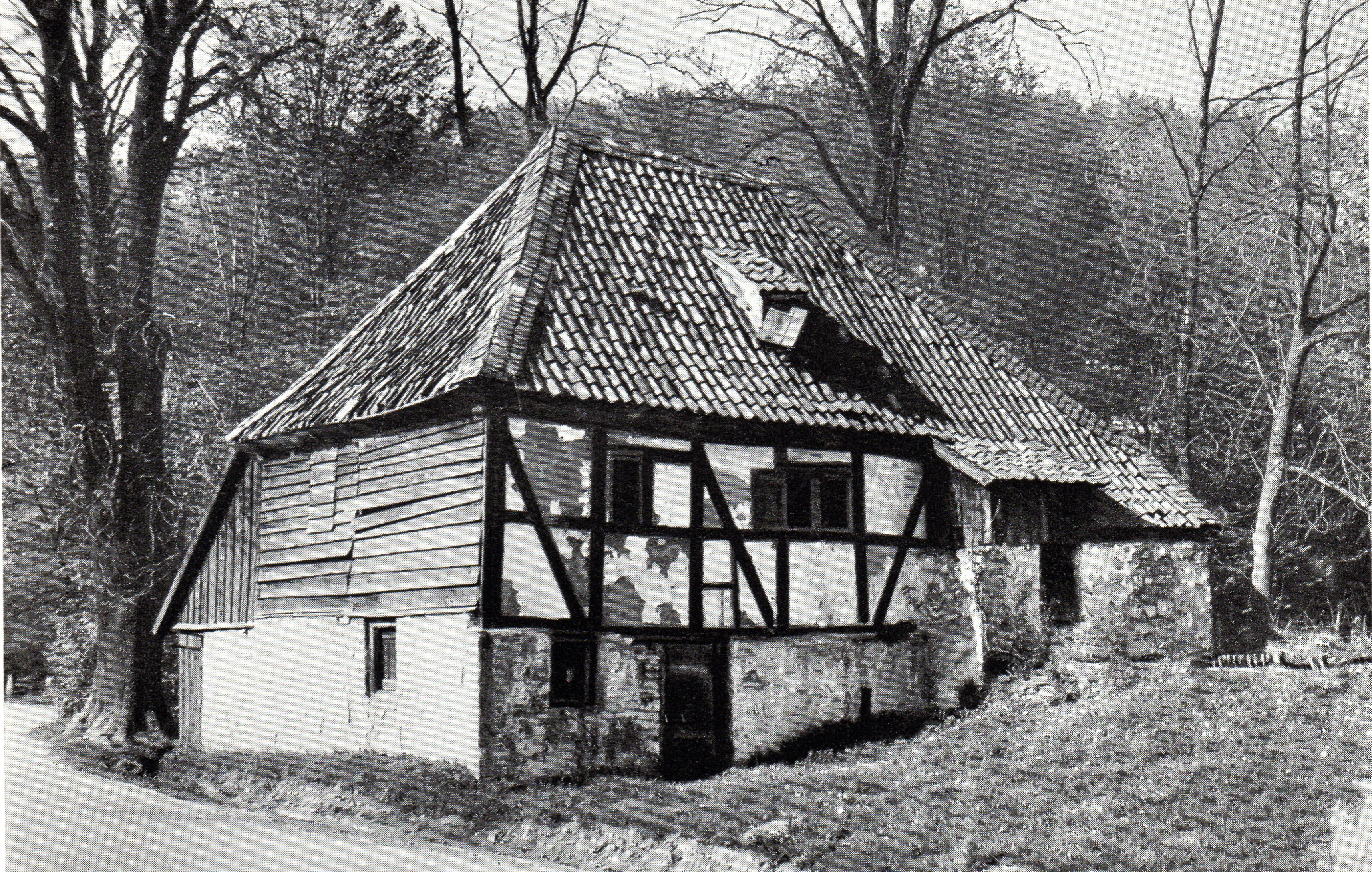
Ahlhauser Mühle

### Das 21. Jahrhundert

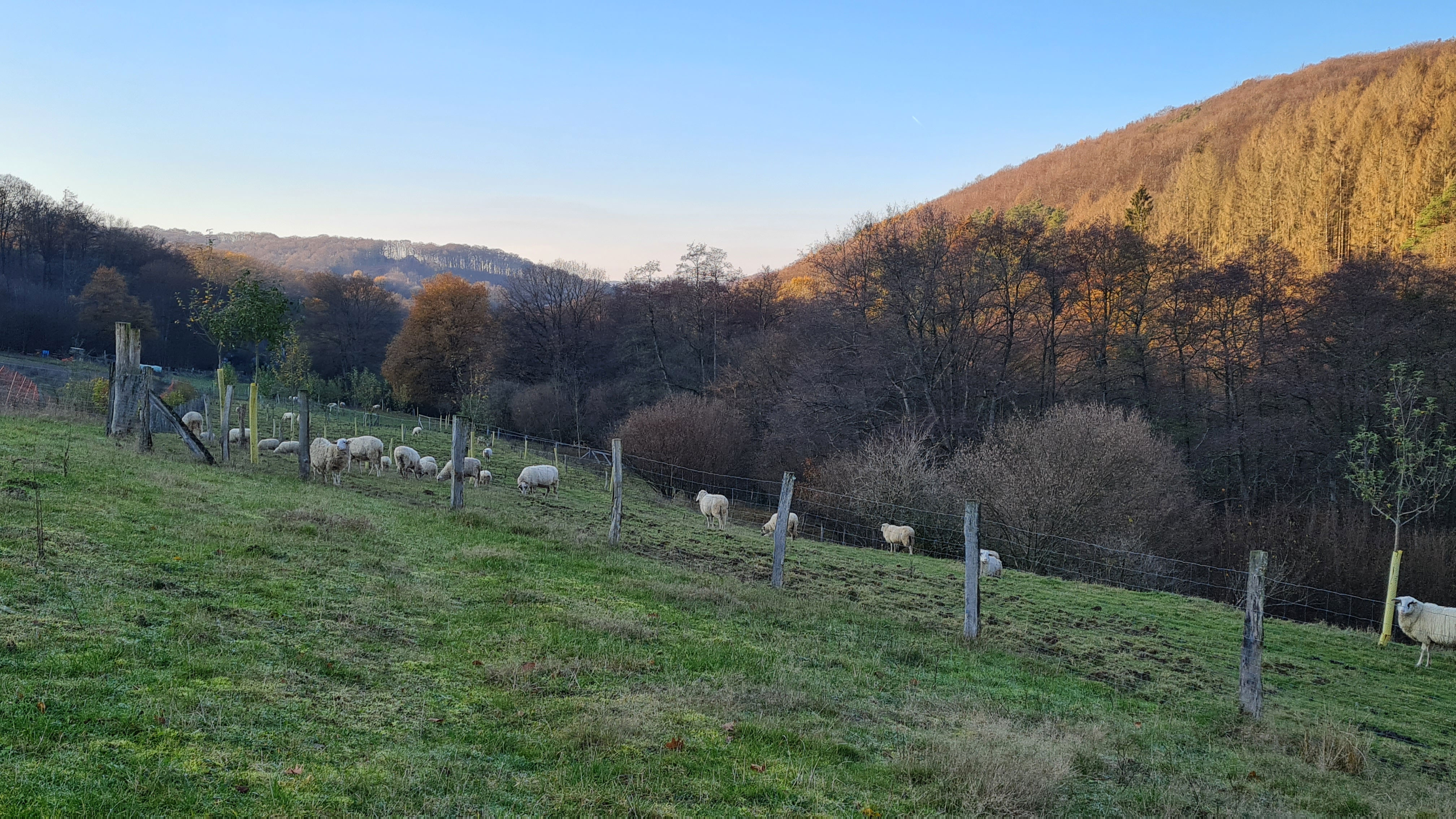
Hohenstein Schafherde

2012 erwarb dann eine Familie aus dem nicht erbstämmigen Zweig der von Reuschenberg zu Setterich (bei Aachen) das, was im Böllingschen Eigentum auf Ahlhausen verblieben war und richtete als erstes anhand der alten landwirtschaftlichen Nutzungskarte des Moritz Bölling von 1812 die Landwirtschaft wieder ein. Stammvater dieser nicht erbstämmigen Linie der von Reuschenberg zu Setterich war der Reichsfreiherr und kaiserliche Marschall Johann Ernst von Reuschenberg zu Setterich (1603–1660). Als Ritter und Komture des Deutschen Ordens wirkten die von Reuschenberg zu Setterich bei verschiedenen europäischen Friedensverhandlungen des 16. und 17. Jahrhunderts mit. Das erbstämmige Familiengeschlecht mit dem Stammsitz auf der Burg Setterich bei Aachen war eng verbunden mit den Herzögen von Jülich-Berg und ging 1746 auf Setterich zu Ende. Aus der zu Setterich verbleibenden nicht erbstämmigen Nachfolgelinie des „Johannes“ von Reuschenberg heiratete 1855 die Nachfahrin Margarethe Helene Reuschenberg den Wilhelm Timmermanns (1836–1881), der aus dem Flämischen kam und dessen Großmutter die Maria Catharina Hubertina de Fernelmont (1771–1832) war. Das Freiherrengeschlecht derer von Fernelmont hatte seinen Stammsitz auf Château de Fernelmont in der ostbelgischen Provinz Namur und kam Ende des 16. Jahrhunderts aus Barbitz im Piemont in die Spanische Niederlande zur „Rettung“ des Katholizismus. Von Fernelmont aus gründeten sie noch vor dem Dreißigjährigen Krieg verschiedene weitere Stammsitze in Österreich mit Schloss Gilgenberg und den Schlössern Pürschkau und Schlava in Schlesien.
Heute sieht die Nutzungskonzeption für Schloss Ahlhausen vor, dass die umliegende Kulturlandschaft, zu deren Pflege und Gestaltung die Landwirtschaft von Gut Ahlhausen n. a. in Weideprojekten ökologisch tätig ist, sozialräumlich im Sinne des Teilhabegedankens weiterentwickelt wird. Schloss Ahlhausen wird eine Kulturbegegnungsstätte für Menschen, die in urbanen Räumen leben und einen eigenen Erlebniskontext zur Natur und ihren Landschaften bergen und behalten wollen, und als Gästehaus und Tagungsstätte soll Schloss Ahlhausen den Menschen Ennepetals, des Ennepe-Ruhr-Kreises aber auch weiter darüber hinaus viele Potentiale achtsam-interessanter Begegnungen geben.

## Die Kulturlandschaft – Lage und Nutzungen
Doch es war nicht allein diese über 1000-jährige Geschichte der von Ahlhausen und der Böllings, die die Kulturlandschaft von Ahlhausen aus an der oberen Ennepe mit bis heute erhaltenen Wiesen, Wäldern und uraltem Baumbestand eben landschaftlich prägte – es war auch das kleine unter dem „Hohenstein“, dessen Felsklippe bei Ahlhausen 80 Meter in die Höhe ragt, malerisch in die Landschaft hinter Ahlhausen in den Auen wie gegossen meandernde Flüsschen der Ennepe selbst, das zur Entwicklung einer Kulturlandschaft beitrug. Denn überall entlang seines Wasserlaufs versorgte es die Hammerwerke und Mühlen der anliegenden Gehöfte, die die regionale Bedeutung für die Kleineisenindustrie hier begründeten. Später trugen die als Bleichwiesen genutzten Auen der Ennepe auf Ahlhausen wie in der ganzen Region zum Erblühen des bergischen Handels mit Garnen und Stoffen bei. Schon aus dem Mittelalter heraus wurde hier Eisenerz verhüttet und Rohstahl zu gebrauchsfertigen Gütern geschmiedet und das o. g. Hammerbuch aus der Zeit um 1595 hat den Eisenhandel, den von Ahlhausen aus wohl das adelige Geschlecht der „Juncker“ von Bönen hier betrieb, verzeichnet. Die von Ahlhausen selber betrieben gleich mehrere Hammerwerke, von denen noch heute der Ahlhausener Hammer und zumindest in den Fundamenten der Brandshauser Hammer sichtbar sind, sie betrieben auch die leider in der Nachkriegszeit verschwundene, sehr alte Mühle mit eigenen Malrechten und sie betrieben wohl auch, wenn wir das o. g. „Altenvoerder Hütten- und Hammerbuch“ da heranziehen können, ein Gästehaus auf Ahlhausen, in dem Händel abgeschlossen, Geschäfte gemacht und erzielte Erlöse gleich wieder konsumiert werden konnten.